# Batillipes dandarae
Espèce
Batillipes dandarae est une espèce de tardigrades de la famille des Batillipedidae. 

## Distribution
Cette espèce est endémique du Brésil. Elle a été découverte sur la plage en Alagoas et au Pernambouc dans l'océan Atlantique.

## Étymologie
Cette espèce est nommée en l'honneur de Dandara dos Palmares.

## Publication originale
- Santos, da Rocha, Gomes & Fontoura, 2017 : Three new Batillipes species (Arthrotardigrada: Batillipedidae) from the Brazilian coast. Zootaxa, no 4243(3).